# Garth Fagan
Garth Fagan (Kingston, 3 maggio 1940) è un coreografo, regista teatrale ed ex ballerino giamaicano.

## Biografia
Nato a Kingston da S.W. Fagan e Louise I. Walker, Fagan cominciò a danzare durante l'infanzia e nel 1959 si esibì in occasione dell'insediamento presidenziale di Fidel Castro a Cuba. Successivamente ha studiato psicologia alla Wayne State University. A Detroit cominciò ad unirsi a compagnie di danza professionistiche, che lo portarono ad esibirsi e coreografare balletti per la Dance Theatre of Harlem e l'Alvin Ailey American Dance Theater. Lo stile di Fagan è caratterizzato da influenze di danze caraibiche e africane, oltre ad elementi di balletto classico e danza moderna. Nel 1997 coreografò il musical The Lion King, che ottenne un tale successo da rimanere sulle scene di Londra e Broadway per oltre vent'anni; The Lion King valse a Fagan l'Outer Critics Circle Award, il Drama Desk Award, il Laurence Olivier Award ed il Tony Award alla miglior coreografia.